# Stora stormen i Västeuropa 1987

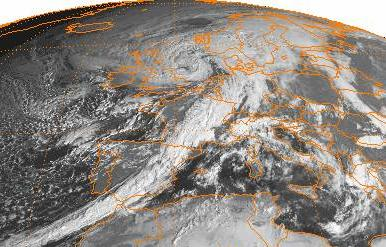
Karta.

Diagram som visar atmosfäriskt tryck under stormen. Minimetrycket på denna plats var 72,1 cm Hg (961 mbar).

Stora stormen i Västeuropa 1987 inträffade den 15-16 oktober 1987, då vindar slog till mot delar av södra England och norra Frankrike. Stormen var den värsta i England sedan 1703 (284 år tidigare) och ledde till minst 22 dödsfall i England och Frankrike (18 i England, och minst fyra i Frankrike).
Enligt Beauforts skala hade vindarna en orkans styrka, men begreppet orkan syftar på en tropisk cyklon på Nordatlanten eller norra Stilla havet.
Stormen förklarades vara ovanlig, och en sådan som återkommer ungefär vart hundrade år. Men redan i januari 1990 var det dags igen för en liknande storm.

### Fotnoter
1. ↑  ”Lessons learned from Great Storm”. BBC News. 14 oktober 2007. http://news.bbc.co.uk/1/hi/sci/tech/7044050.stm. Läst 4 maj 2010.
2. ↑  ”Met Office: The Great Storm of 1987”. http://www.metoffice.gov.uk/education/teens/case-studies/great-storm.